# Запис Ђукнића липа (Калањевци)
Запис Ђукнића липа (Калањевци) се налази на парцели чији је власник Стевановић Бранка и Ђукнић Радослав.

## Локација
| Општина             | Љиг                                                                         |
| Катастарска општина | Калањевци                                                                   |
| Потес               | Кремен                                                                      |
| Координате          | 44° 17′ 05″ С; 20° 23′ 16″ И / 44.284799999999997° С; 20.387799999999999° И |
| Надморска висина    | 380m                                                                        |

## Карактеристике
Дендрометријске вредности утврђене на терену и сателитским снимцима:
| Стабло                     | Липа |
| Висина стабла              | m    |
| Обим дебла                 | m    |
| Пречник крошње             | 12m  |
| Пречник дебла              | m    |
| Висина дебла до прве гране | m    |

## База записа
Запис је у оквиру Викимедија пројекта "Запис - Свето дрво" заведен под редним бројем 0764.